# John Litel
John Beach Litel (* 30. Dezember 1892 in Albany, Wisconsin; † 3. Februar 1972 in Woodland Hills, Los Angeles, Kalifornien) war ein US-amerikanischer Schauspieler.

## Leben und Karriere
John Beach Litel besuchte die Universität von Wisconsin und machte dort seinen Abschluss. Er kämpfte im Ersten Weltkrieg, allerdings nicht auf Seiten der Amerikaner, sondern schon vor deren Kriegseintritt mit den Franzosen. Er wurde für seinen Einsatz auch mit zwei Tapferkeitsmedaillen ausgezeichnet. Nach dem Ende des Krieges studierte er an der American Academy of Dramatic Arts und zog in den folgenden Jahren mit Theaterkompanien durchs Land. Am Broadway trat er zwischen 1919 und 1936 in über einem Dutzend Produktionen auf, wobei er mehrfach auch mit dem Namenszusatz John B. Litel gelistet wurde.
Sein Filmdebüt gab Litel im Jahre 1929 mit dem Film The Sleeping Porch, doch erst ab Mitte der 1930er-Jahre arbeitete er regelmäßig im Filmgeschäft. Dabei stand er lange Jahre bei Warner Brothers unter Vertrag und gehörte zu deren Ensemble an Neben- und Charakterdarstellern. Relativ zu Beginn seiner Filmkarriere spielte Litel in den Kurzfilmen Give Me Liberty (1936), The Man Without a Country (1937) und The Declaration of Independence (1938) in Hauptrollen die Gründerväter Amerikas. Give Me Liberty und The Declaration of Independence erhielten den Oscar für den besten Kurzfilm ihres Jahres, The Man Without a Country wurde nominiert.
In der Regel verkörperte John Litel seriös wirkende, ernsthafte Figuren wie Anwälte, Richter, Offiziere oder Geschäftsleute, wenngleich er gelegentlich auch mit Schurkenrollen betraut wurde. In seiner Filmografie finden sich insbesondere Western, Kriminalfilme und Kriegsfilme. An der Seite von Errol Flynn wurde er in den Western Herr des wilden Westens, Land der Gottlosen und Ein Mann der Tat eingesetzt. Später trat er in einigen Film noirs auf. In den B-Movie-Filmreihen über die jugendlichen Charaktere Nancy Drew und Henry Aldrich spielte er jeweils die Väter der von Bonita Granville bzw. Jimmy Lydon verkörperten Titelfiguren. An den 1950er-Jahren trat Litel zusehends im Fernsehen auf, neben zahlreichen Gastrollen spielte er den Boss von Robert Cummings in der Serie My Boss, von der zwischen 1952 und 1953 24 Folgen gesendet wurden. In Filmen trat er in der Spätphase seiner Karriere hingegen nur noch selten auf, zuletzt 1966 in Nevada Smith.
In den 1960er-Jahren ließ Litel seine Karriere mit verringertem Drehpensum langsam ausklingen, bis 1967 wirkte er an über 215 Film- und Fernsehproduktionen mit. Mit Ruth Pichens war er von 1920 bis zu ihrem Tod 1955 verheiratet, seine zweite Ehe mit Beatrice West hielt von 1956 bis zu seinem Tod am 3. Februar 1972. John Litel wurde 79 Jahre alt.

## Filmografie (Auswahl)
- 1929: The Sleeping Porch
- 1936: Give Me Liberty
- 1937: Slim
- 1937: Geheimbund Schwarze Legion (Black Legion)
- 1937: The Man Without a Country
- 1937: Mord im Nachtclub (Marked Woman)
- 1937: Das Leben des Emile Zola (The Life of Emile Zola)
- 1938: The Declaration of Independence
- 1938: Comet Over Broadway
- 1938: Das Doppelleben des Dr. Clitterhouse (The Amazing Dr. Clitterhouse)
- 1938: Vier Leichen auf Abwegen (A Slight Case of Murder)
- 1938: Im Tal der Giganten (Valley of the Giants)
- 1938: Nancy Drew, Detektiv (Nancy Drew, Detective)
- 1938: Jezebel – Die boshafte Lady (Jezebel)
- 1938: Goldene Erde Kalifornien (Gold Is Where You Find It)
- 1939: Herr des wilden Westens (Dodge City)
- 1939: Das zweite Leben des Dr. X (The Return of Dr. X)
- 1940: Knute Rockne, All American
- 1940: Ein Nachtclub für Sarah Jane (It All Came True)
- 1940: Nachts unterwegs (They Drive By Night)
- 1940: Ein Bombenerfolg (An Angel from Texas)
- 1940: Land der Gottlosen (Santa Fe Trail)
- 1941: Sein letztes Kommando (They Died With Their Boots On)
- 1942: Der Gentleman-Killer (Kid Glove Killer)
- 1942: Der unsichtbare Dritte (Invisible Agent)
- 1943: Mutige Frauen (So Proudly We Hail!)
- 1945: Hilfe, ich bin Millionär (Brewster’s Millions)
- 1945: Ein Mann der Tat (San Antonio)
- 1946: Schwester Kenny (Sister Kenny)
- 1947: Liebe in Fesseln (Cass Timberlaine)
- 1947: Michael schafft Ordnung (Heaven Only Knows)
- 1948: Pitfall
- 1948: Gangster in Key Largo (Key Largo)
- 1948: Cisco räumt auf! (The Valiant Hombre / The Daring Caballero)
- 1949: Aufruhr in Marokko (Outpost in Marroco)
- 1950: Seine Frau hilft Geld verdienen (The Fuller Brush Girl)
- 1950: Zweikampf bei Sonnenuntergang (The Sundowners)
- 1950: Dein Leben in meiner Hand (Woman in Hiding)
- 1950: Den Morgen wirst du nicht erleben (Kiss Tomorrow Goodbye)
- 1951: Flight to Mars
- 1951: Grenzpolizei in Texas (Texas Rangers)
- 1951: The Groom Wore Spurs
- 1952: Scaramouche, der galante Marquis (Scaramouche)
- 1952: Die Schönste von Montana (Montana Belle)
- 1952–1953: My Hero (Fernsehserie, 24 Folgen)
- 1953: Das Leben war gegen ihn (Jack Slade)
- 1954: Das letzte Gefecht (Sitting Bull)
- 1955: Der Mann aus Kentucky (The Kentuckian)
- 1956: Um jeden Preis (Comanche)
- 1957: Flucht vor dem Galgen (The Hired Gun)
- 1957: Fahrkarte ins Jenseits (Decision at Sundown)
- 1957–1960: Maverick (Fernsehserie, 3 Folgen)
- 1958: Hausboot (Houseboat)
- 1958–1962: 77 Sunset Strip (Fernsehserie, 3 Folgen)
- 1959/1961: Bonanza (Fernsehserie, 2 Folgen)
- 1960–1961: Stagecoach West (Fernsehserie, 9 Folgen)
- 1961: Ein Pyjama für zwei (Lover Come Back)
- 1961: Die unteren Zehntausend (Pocketful of Miracles)
- 1961: Unternehmen Feuergürtel (Voyage to the Bottom of the Sea)
- 1963: Stadt ohne Sheriff (The Gun Hawk)
- 1963–1965: Die Leute von der Shiloh Ranch (The Virginian, Fernsehserie, 3 Folgen)
- 1965: Die vier Söhne der Katie Elder (The Sons of Katie Elder)
- 1966: Nevada Smith
- 1967: The Road West (Fernsehserie, Folge 1x19)